# Epipocus punctatus
Epipocus punctatus är en skalbaggsart som beskrevs av Leconte 1854. Epipocus punctatus ingår i släktet Epipocus och familjen svampbaggar. Inga underarter finns listade i Catalogue of Life.